# Catonia nava
Catonia nava är en insektsart som först beskrevs av Thomas Say 1830.  Catonia nava ingår i släktet Catonia och familjen vedstritar. Utöver nominatformen finns också underarten C. n. bifasciata.